# Paralastor odynericornis
Paralastor odynericornis är en stekelart som beskrevs av Giordani Soika 1961. Paralastor odynericornis ingår i släktet Paralastor och familjen Eumenidae. Inga underarter finns listade i Catalogue of Life.